# Ян Станіслав Тарновський
Ян Станіслав Спитек Тарновський гербу Леліва (1514 — 6 квітня 1568, Хробеж) — польський шляхтич, військовик та урядник Королівства Польського.

## Життєпис
Народився у жовтні 1514 році. Батько — Ян Спитек Тарновський, матір — дружина батька Ельжбета Шидловецька.
Посади (уряди): мечник коронний (з 1537), великий підскарбій коронний (з 1561), сандомирський воєвода (1561—1562,), завихостський каштелян (1547—1548), староста кшешувський, остшешувський, пйотркувський, сєрадзький.
Помер 6 квітня 1568 року в селі Хробеж (за давнішими даними, помер у Кракові), де й був похований у місцевому костелі. Дружина сприяла виготовленню та встановленню йому ренесансного надгробку в костелі, який зберігся до наших днів. Авторство надгробка приписують Янові Міхаловичу.

### Сім'я
Дружина — Барбара Джевіцька (пол. Barbara Drzewicka, померла пізніше чоловіка) гербу Цьолек, яка 1537 року зреклась прав на всі свої батьківські та материнські маєтності, окрім Ботужина (пол. Boturzyn) на користь братів. Діти:
- Станіслав — буський староста
- Барбара — дружина Станіслава Вольського з Підгаєць, надвірного коронного маршалка, сандомирського каштеляна[11]
- Катажина — дружина Флоріяна Носковського, цеханувського старости
- Кристина — дружина  Ліпніцького
- Анна — дружина львівського старости,[11] галицького і перемиського каштеляна Миколая Гербурта[12][13]
- Беата Ельжбета — дружина Бальцера Лютомірського, старости серадзького і лежайського
- Ельжбета (Зофія) — дружина Пйотра Пеньонжка з Кружлови.[11]